# Фудбалски савез Хрватске
Фудбалски савез Хрватске (ФСХ) (хрв. Hrvatski nogometni savez (HNS)) је главна фудбалска организација Хрватске са седиштем у Загребу. Федерација је основана 1912. године. Члан ФИФЕ постала је 3. јула 1992. године, а члан је УЕФЕ од 16. јуна 1993.
Савез организује Прву лигу, Другу лигу и Трећу лигу Хрватске. Такође организује и лиге за младе играче - јуниоре и кадете. Савез управља и репрезентацијом Хрватске и репрезентацијом У-21.
Најзначајнији успех репрезентација је постигла на Светском првенству 2018. када је освојила сребрну, и 1998. бронзану медаљу. 1996. и 2008. године била је четвртфиналиста на Европском првенству у фудбалу.